# Direttore di scena
Il direttore di scena è il responsabile dell'allestimento di uno spettacolo e conosce a fondo tutti i ruoli tecnici della compagnia (luci, audio, scena, ingresso e uscite degli attori). Solitamente è anche colui che avvisa gli attori del tempo mancante alla loro entrata in scena. Il direttore di scena è inoltre a capo dell'attività artistico-tecnica che si svolge a teatro, in concerto con la regia e la direzione musicale (nel caso dell'opera lirica) o la coreografia (nel caso del balletto).
Altri suoi compiti sono la definizione di orari, modalità di lavoro, l'eventuale sanzionamento degli artisti e dei tecnici in caso di inadempienze, il mantenimento dei rapporti con la direzione artistica e la direzione di produzione del teatro.
In alcuni casi coordina anche l'attività dei collaboratori di palcoscenico, di sala e alle luci. È responsabile del regolamento di palcoscenico e di struttura, nonché referente per tecnici e personale impiegato nell'allestimento di un lavoro teatrale.
Egli può a sua discrezione e responsabilità modificare, secondo le esigenze, parte dello spettacolo originale, mantenendone il più possibile l'atmosfera voluta dal compositore.